# Droga wojewódzka 680
Die Droga wojewódzka 680 (DW 680) ist eine drei Kilometer lange Droga wojewódzka (Woiwodschaftsstraße) in der polnischen Woiwodschaft Masowien, die die Góra Kalwaria und Ostrówek verbindet. Die Strecke liegt im Powiat Piaseczyński und im Powiat Otwocki.

## Streckenverlauf
Woiwodschaft Masowien, Powiat Piaseczyński
-  Góra Kalwaria (DK 50, DK 79, DW 724, DW 739, DW 769)

Woiwodschaft Masowien, Powiat Otwocki
-  Ostrówek (S 8, DK 8)